# Julian Kwiatkowski
Julian Kwiatkowski (Budkach Usteńskich bij Korzec (Rivne), 22 mei 1936) is een Pools componist, militaire kapelmeester en arrangeur. Hij is een zoon van het echtpaar Stanisław Kwiatkowski en Maria, geboren Kowalska. 

## Levensloop
Kwiatkowski was van jongs af aan gefascineerd van muziek, vooral van de militaire muziekkapellen. In 1950 werd hij lid van de Militaire muziekkapel van het Infanterie Regiment nr. 41 in Szczecin. Kort erna begon hij aan de Państwowa Szkoła Muzyczna I st. w Szczecinie (Statelijke muziekschool) in Szczecin te studeren en is in 1957 afgestudeerd. Vervolgens heeft hij aan de Frédéric Chopin Muziekacademie (Pools: Akademia Muzyczna im. Fryderyka Chopina) in Warschau gestudeerd en behaalde hier zijn diploma als militaire kapelmeester.
Kwiatkowski werd in 1967 als opvolger van Stanisław Latka dirigent van het Orkiestry Reprezentacyjnej Straży Granicznej (Representatieve harmonieorkest van de Poolse Grenswacht). Later werd hij dirigent van de Militaire muziekkapel van de Luchtmacht (Orkiestry Reprezentacyjnej Wojsk Lotniczych) in Poznań. Ook in Poznań studeerde hij nog instrumentatie aan de Staatshogeschool voor Muziek, nu: Ignacy Jan Paderewski Muziekacademie en behaalde zijn diploma. Van 1981 tot 1993 was hij Inspecteur van de militaire muziek in het Poolse leger. In deze functie was hij met verschillende militaire muziekkapellen van het Poolse leger op concertreizen in het buitenland zoals in België, Denemarken, Frankrijk, Japan, Zweden, de Verenigde Staten en het Verenigd Koninkrijk. Hij was initiatiefnemer voor het eerste Internationale militaire muziekfestival in Polen in 1991 in Krakau. 
Voor zijn verdiensten op het gebied van cultuur en voor de Poolse militaire muziek ontving hij meerdere onderscheidingen. Zo ontving hij van de stad en de provincie Poznań de eremedaille van de stad Poznań ("Odznaką Honorową Miasta Poznania") en de ere-speld voor zijn bijdrage aan de culturele ontwikkeling van de provincie Poznań. Hij werd in 1973 onderscheiden voor zijn diensten en de bevordering van de muziekcultuur in het Poolse leger als Ridder de Orde Polonia Restituta en verder als Officier in de Orde Polonia Restituta. In 1988 werd hij bekroond met de herinneringsmedaille voor verdiensten van de cultuur in het Poolse leger. 
Samen met anderen richtte hij in 1997 in de wijk Rembertów van Warschau het jeugdharmonieorkest "Victoria" op en werd hun dirigent. Met dit harmonieorkest maakte hij concertreizen in meer dan 80 Poolse steden. Rond 20 buitenlandse concertreizen maakte hij met dit jeugdharmonieorkest, bijvoorbeeld naar Oostenrijk, Wit-Rusland, Tsjechië, Denemarken, Frankrijk, Litouwen, Duitsland, Zweden, Oekraïne, Hongarije, Italië en het Vaticaan. 
Sinds 1985 is hij lid van de federatie van Poolse componisten ("ZAKR oraz członkiem ZAiKS"). Als componist schreef hij enkele tientalen werken vooral voor harmonieorkest.

## Composities (Uittreksel)

### Werken voor harmonieorkest
- 1988 Od Aleksandrowa, kujawiak
- 1990 Na Parkurze, galop voor 4 trompetten en harmonieorkest
- 1991 Kontuszowy polonez, polonaise
- Bohaterom Warszawy, mars
- Marynarska Serenada, voor trompet en harmonieorkest
- Mazur z kantyleną
- Podniebne Orły, mars
- Serce w plecaku
- Suita łowicka
- Weseli Klarnecisci, polka voor 4 klarinetten en harmonieorkest
- Wiązanka historyczna, voor vocale solisten, gemengd koor en harmonieorkest
- Za murami Krakowa, krakowiak

## Publicaties
- Stanisław Moniuszko Polish Army Concert Band, Orkiestra Koncertowa Wojska Polskiego, 1996. 16 p.